# Pterospermum yunnanense
Pterospermum yunnanense é uma espécie de angiospérmica da família Sterculiaceae.
Apenas pode ser encontrada no seguinte país: China.